# پینگ تی هو
پینگ تی هو (انگلیسی: Ping-ti Ho; تاریخ ورودی نامعتبر است – ۷ ژوئن ۲۰۱۲) تاریخ‌نگار اهل ایالات متحده آمریکا بود.